# Mark E. Kelly
Mark Edward Kelly (Orange, Nueva Jersey, 21 de febrero de 1964) es un político estadounidense y ha sido astronauta de la NASA. Actualmente es senador de los Estados Unidos por Arizona. Es miembro del Partido Demócrata.
Su hermano gemelo, Scott Kelly, también es astronauta e igualmente ha viajado a la Estación Espacial Internacional.
Mark está casado desde 2007 con la excongresista demócrata Gabrielle Giffords (1970), tiroteada de extrema gravedad en la matanza de Tucson (Arizona) acaecida el 8 de enero de 2011.
Mark Kelly fue el candidato demócrata en la elección especial para el Senado de los Estados Unidos en Arizona en 2020, derrotando a la senadora Martha McSally, del  Partido Republicano, apoyada por el presidente Donald Trump. En 2022, Kelly ganó la reelección.

## Posiciones políticas
Mark Kelly apoya los derechos humanos de los inmigrantes, y proteger a los receptores de la Acción Diferida para los Llegados en la Infancia. También apoya más inversión para reparar los cruces fronterizos en la Frontera entre Estados Unidos y México. Se mostró también a favor de mejorar la seguridad de la frontera pero en contra del muro de Trump
Mark Kelly considera que el calentamiento global "representará una amenaza para la cultura y economía de Arizona." También considera que la energía renovable es una oportunidad económica, y quiere invertir en investigación y desarrollo de nuevas tecnologías para acelerar la transición a una economía sostenible.
En 2020, se presentó como un candidato pro-elección en el tema del aborto, y recibió apoyo de Planned Parenthood.

## Vida personal
Kelly se casó con Amelia Victoria Babis el 7 de enero de 1989 y posteriormente se divorciaron en 2004. Tuvieron dos hijas, Claudia y Claire Kelly.

## Misiones
- STS-108
- STS-121
- STS-124